# John Price
John Christopher Valdemar Price, född 15 september 1913 i Köpenhamn, död där 10 december 1996, var en dansk skådespelare samt teater- och TV-regissör.

## Biografi
Som barn deltog John Price i Det Kongelige Teaters balett och 1932 gick han ut teaterns elevskola. Han debuterade som skådespelare 1931 i Octave Mirbeau s Forretning er Forretning (Les affaires sont les affaires) och var sedan dess knuten till Det Kongelige. Under början av sin karriär gjorde han sig främst bemärkt inom det komiska facket, bland annat med titelrollen i Ludvig Holbergs Jean de France 1931 och som Andreas Blegnæb (Andreas Blek av Nosen) i William Shakespeares Trettondagsafton. Han hade dock även framgångar i det tragiska facket som med titelrollen i Shakespeares Richard III 1951. 
Från 1947 till nedläggningen 1968 var han lärare vid Det Kongeliges elevskola. Som regissör debuterade han 1942 på Nørrebro teater med operetten Dollarprinsessen av A.M. Willner och Fritz Grünbaum efter en komedi av Gatti-Trotha och med musik av Leo Fall. Hans genombrott som lustspels- och operettregissör kom 1944 med Noël Cowards Privatliv på Frederiksberg Teater och Franz Lehárs Den glade Enke på Det Ny Teater. 
Från 1950-talet till 1980-talet betraktades han som Det Kongeliges ledande regissör. Han utmärkte sig som regissör av Holbergs och Molières klassiska komedier, men satte även upp pjäser av bland andra Henrik Ibsen. 1984 återuppväckte han den danske romantikern Adam Oehlenschlägers Aladdin. Hans uppsättningar var ofta spektakulära och tekniskt avancerade och han arbetade i en anti-naturalistisk stil i en anda av att återteatralisera teatern, men kritiserades samtidigt för att vara konventionell. 
Bland utmärkelser han tilldelats kan nämnas de danska teaterkritikernas pris Teaterpokalen 1968 och den kungliga medaljen Ingenio et arti 1972. Han utnämndes även till riddare av Dannebrogorden. 
Han var gift med skådespelaren och regissören Birgitte Price.

## Teater

### Regi
| År   | Produktion                          | Upphovsmän                                             | Teater                                                            |
| ---- | ----------------------------------- | ------------------------------------------------------ | ----------------------------------------------------------------- |
| 1973 | Äktenskapsskolan L'école des femmes | Molière Översättning Allan Bergstrand och H. P. Hansen | Helsingborgs stadsteater Regi tillsammans med Lars-Levi Læstadius |